# Lendo
Lendo (llamada oficialmente San Xián de Lendo) es una parroquia del municipio de Laracha, en la provincia de La Coruña, Galicia, España.

## Entidades de población
Entidades de población que forman parte de la parroquia:
- Abelares (Os Abelares)
- Esquipa (A Esquipa)
- Torre (A Torre)
- Xesteira (A Xesteira)
- Bragunde
- Escurido
- Iglesario (O Grixario)
- Lexas
- Lista
- Bastón (O Bastón)
- Campo da Porta (O Campo da Porta)
- Canle (O Canle)
- Crucero Nuevo (O Cruceiro Novo)
- Retorno (O Retorno)
- Sanmiráns (Samiráns)
- Xoios
- Campo de Bragunde (O Campo de Bragunde)
- Fontenla (A Fontenla)
- A Forxa
- As Gándaras
- O Moucho

## Demografía
| Gráfica de evolución demográfica de Lendo entre 2000 y 2018 |
|                                                             |
| Población de derecho según el padrón municipal del INE      |